# Pharnacia tirachus
Pharnacia tirachus är en insektsart som först beskrevs av John Obadiah Westwood 1859.  Pharnacia tirachus ingår i släktet Pharnacia och familjen Phasmatidae. Inga underarter finns listade i Catalogue of Life.